# Чжан Чуньхуа
Чжан Чуньхуа́ (кит. трад. 張春華, 189, Вэньсянь, империя Хань — 247) — жена государственного деятеля Сыма И (эпоха Троецарствия в Китае).

## Биография
Ее отец Чжан Ван служил в округе Суи. Известны четверо ее детей от брака с Сыма И, три сына и дочь.
Незадогло до 208 года Сыма И отказывался поступить на службу военачальнику Цао Цао, притворяясь больным, и оставался дома. Однажды Сыма И сушил свои книги на солнце, и внезапно начался ливень. Тогда Сыма тут же выбежал из дома, чтобы забрать книги, и был замечен служанкой. Она подумала, что Сыма И выздоровел, и сообщила это Чжан. Чжан обеспокоилась, что служанка узнала правду о здоровье Сыма И и они будут в беде. Чтобы информация не просочилась, она убила служанку. С тех пор она лично готовила своей семье. Муж был сильно впечатлен её поступками.
Много лет спустя Сыма И полюбил свою наложницу госпожу Бай (柏夫人) и стал очень пренебрегать Чжан. Однажды Сыма заболел, и Чжан посетила его. Сыма сказал: «Старуха, ты выглядишь отвратительно. Зачем ты пришла мне надоедать?» Чжан разгневалась и объявила голодовку. Ее сыновья повели себя также. Сыма был шокирован этим и сразу извинился, после чего Чжан успокоилась. После того случая Сыма по секрету сказал кому-то: «Старуху не стоит жалеть. На самом деле я волновался о сыновьях!»
Чжан умерла в возрасте 59 лет по китайскому счету в 247 году. Император Цао Фан даровал ей посмертный титул «Госпожа Гуанпина». В 264 году в правление последнего императора Вэй Цао Хуаня Чжан даровали посмертный титул «Супруга Сюаньму» (宣穆妃). Вскоре внук Сыма И, Сыма Янь, захватил императорскую власть и основал свою империю Цзинь. Он посмертно почтил свою бабушку Чжан именем «Императрица Сюаньму» (宣穆皇后).

## Семья
- Отец: Чжан Ван (張汪), служил префектом Суи в Цао Вэй
- Мать: госпожа Шань (山氏), внучка Шань Тао
- Супруг: Сыма И
- Дети:
  - Сыма Ши
  - Сыма Чжао
  - Сыма Гань (司馬榦)
  - принцесса Наньяна(南陽公主), личное имя неизвестно